# Glochidion huahineense
Glochidion huahineense är en emblikaväxtart som beskrevs av Jacques Florence. Glochidion huahineense ingår i släktet Glochidion och familjen emblikaväxter. Inga underarter finns listade i Catalogue of Life.